# Edukacja w Mińsku Mazowieckim
Mińsk Mazowiecki jest ośrodkiem edukacyjnym dla powiatu mińskiego.
Początki mińskiej edukacji sięgają XV wieku, gdy istniała szkoła parafialna prowadzona przez Jana z Nart (absolwenta Akademii Krakowskiej). Jednak najstarsze obecnie istniejące szkoły niedawno (po 2000) świętowały swoje 90-lecie.

## Uczelnie
Wyższa Szkoła Nauk Społecznych im. Ks. J. Majki w Mińsku Mazowieckim – prywatno-katolicka szkoła wyższa prowadząca kierunek Socjologia

### Szkoły Wyższe nie posiadające siedziby w Mińsku
- Wyższa Szkoła Stosunków Międzynarodowych i Amerykanistyki

## Kształcenie ustawiczne
Centrum Kształcenia Ustawicznego im. Stanisława Staszica – istnieje od 1977 roku, kształci w zakresie od szkoły podstawowej do nadania uprawnień technika
Centrum Kształcenia Praktycznego – zespół szkół zawodowych
Uniwersytet Trzeciego Wieku

## Licea ogólnokształcące i gimnazja nierejonowe

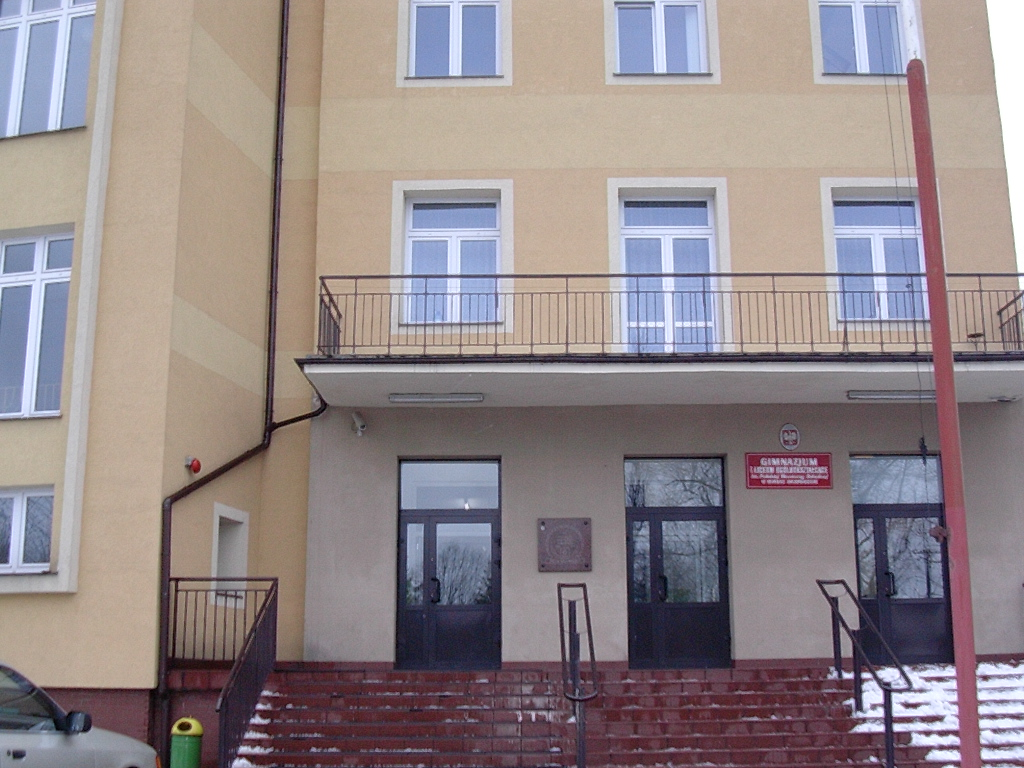
Liceum na ul. Pięknej

Gimnazjum i Liceum Ogólnokształcące im. Polskiej Macierzy Szkolnej w Mińsku Mazowieckim – „Piękna” – jedna z najstarszych szkół w Mińsku Mazowieckim, bez określonej specjalizacji (przy czym duży udział rozszerzonej matematyki)
Salezjańskie Liceum i Gimnazjum – szkoła katolicka, także bez określonej specjalizacji

## Zespoły szkół ponadgimnazjalnych
Zespół Szkół Zawodowych nr 1 im. Kazimierza Wielkiego – „Budowlanka” – jedna z najstarszych szkół w Mińsku, specjalizuje się w takich kierunkach jak budownictwo czy wojskowość.
Zespół Szkół Zawodowych nr 2 im. Powstańców Warszawy – „Mechanik” – szkoła otwarta po wojnie, specjalizuje się w takich kierunkach jak mechanika czy mechatronika.
Zespół Szkół Ekonomicznych – „Ekonom” – specjalizuje się w ekonomii, oraz w wykształceniu ogólnym i plastycznym
Zespół Szkół im. Marii Skłodowskiej-Curie – „Chemik” – przede wszystkim liceum ogólnokształcące, ale także zasadnicza szkoła zawodowa

## Gimnazja miejskie (rejonowe)

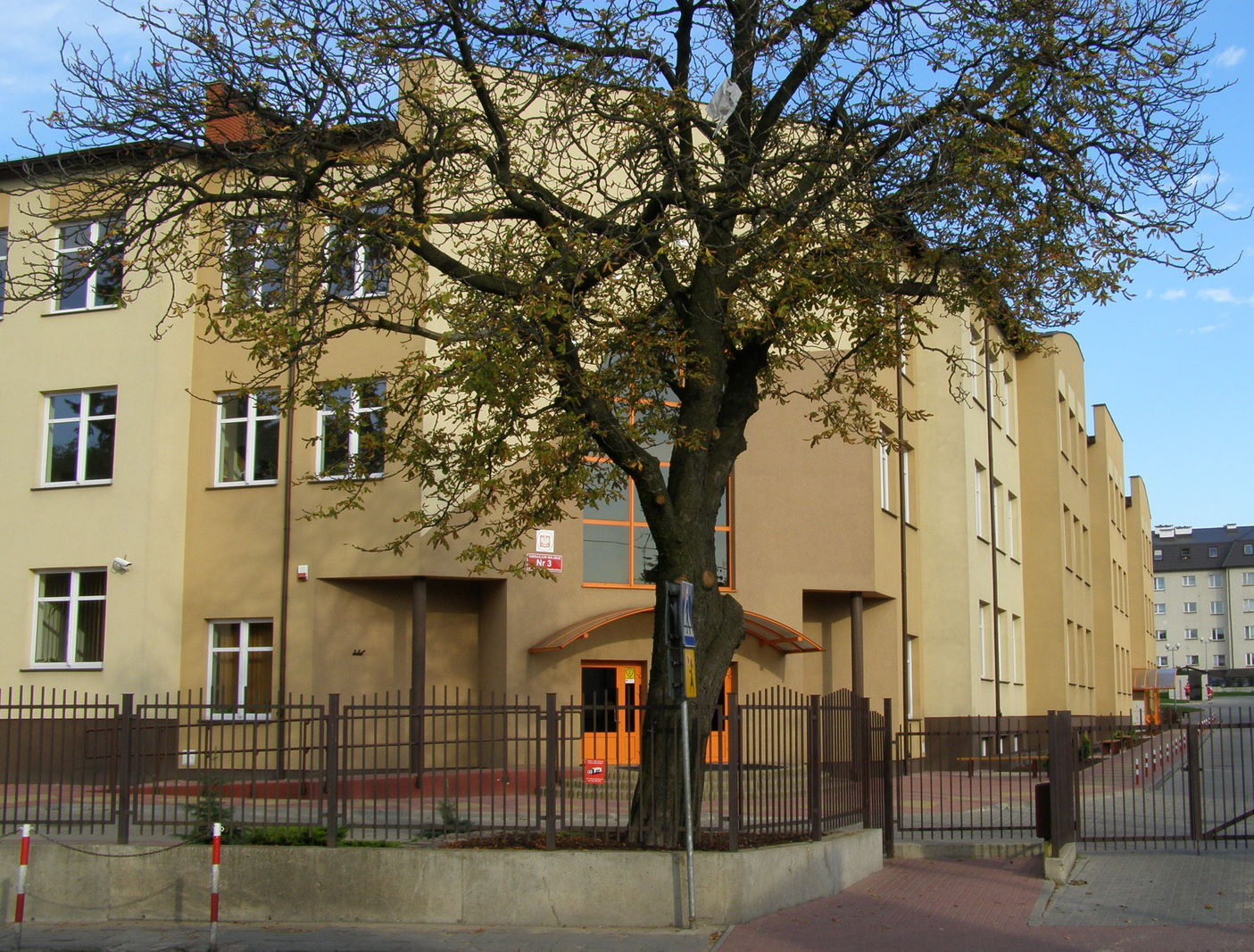
Gimnazjum Miejskie nr 3

Gimnazjum Miejskie nr 1 im. Generała Władysława Andersa – utworzone na 2. piętrze budynku Szkoły Podstawowej nr 1.
Gimnazjum Miejskie nr 2 im. Jana Pawła II – utworzone w miejscu zlikwidowanej Szkoły Podstawowej nr 3 (był okres przejściowy)
Gimnazjum Miejskie nr 3 im. Janusza Kusocińskiego – utworzone w miejscu zlikwidowanej Szkoły Podstawowej nr 4 (był okres przejściowy), po kilku latach działalności otwarto całkowicie nowy budynek i halę sportową.
Gimnazja ponumerowane są tak samo jak okręgi wyborcze w wyborach samorządowych, więc „1” jest w zachodniej części Centrum, „2” na północy, a „3” na wschodzie (przy czym blisko centrum).
Rozważane bywa otwarcie 4 gimnazjum przy Szkole Podstawowej nr 6, w celu odciążenia przepełnionej „1”.

## Szkoły podstawowe

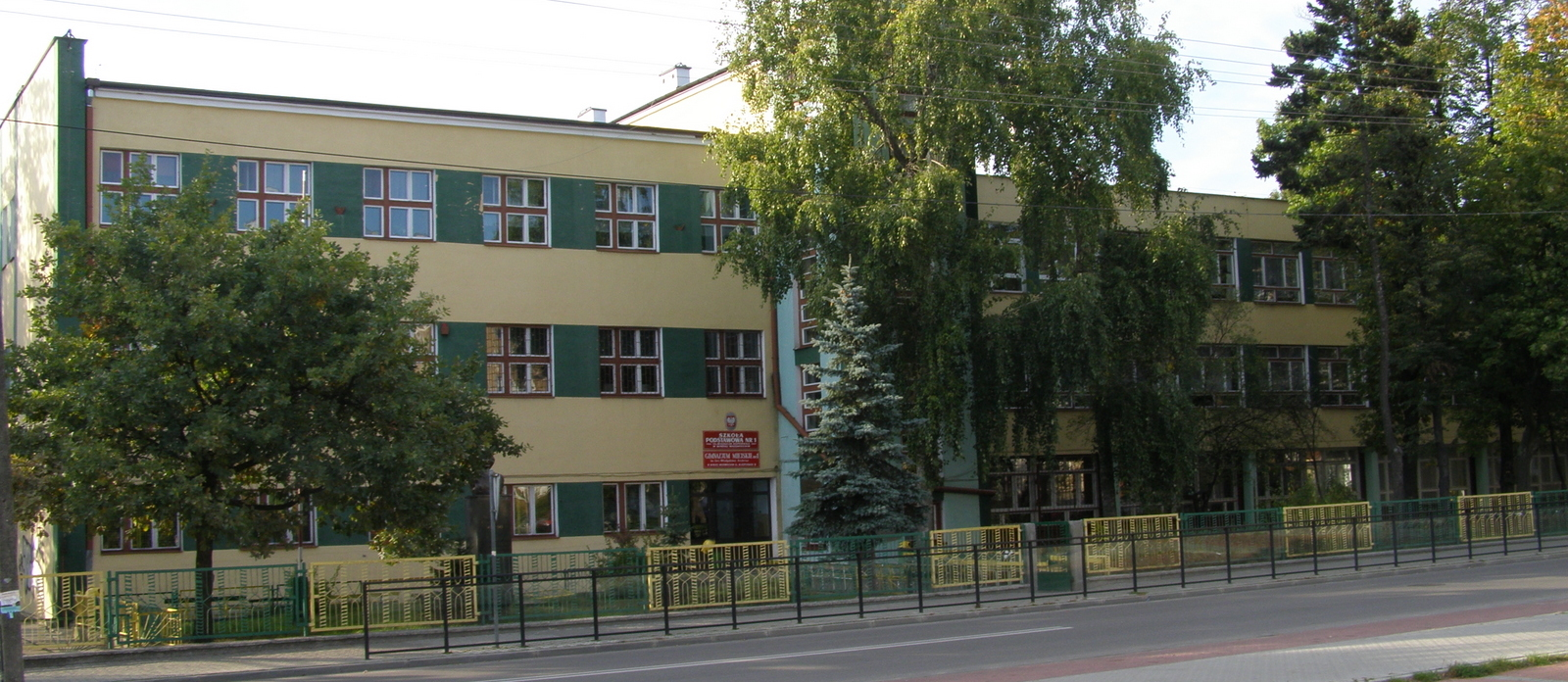
Szkoła Podstawowa nr 1 i Gimnazjum Miejskie nr 1

Szkoła Podstawowa nr 1 im. Mikołaja Kopernika – w centrum, jedna z najstarszych szkół w Mińsku
Szkoła Podstawowa nr 2 im. Dąbrówki – na wschodzie
Szkoła Podstawowa nr 4 im. Powstańców Styczniowych – przy torach
Szkoła Podstawowa nr 5 im. Józefa Wybickiego – na Nowym Mieście (północny zachód)
Szkoła Podstawowa nr 6 im. Henryka Sienkiewicza – przy stacji kolejowej (wraz z SP 1 tworzy rejon GM 1)
Szkoła Podstawowa nr 3 – dawna szkoła na północnym wschodzie

## Inne
- ponad 10 przedszkoli, w tym 6 państwowych
- Specjalny Ośrodek Szkolno-Wychowawczy im. Janusza Korczaka – oprócz SOS-W, specjalna szkoła podstawowa i specjalne gimnazjum, położone niedaleko dworca kolejowego (oraz Szkoły Podstawowej nr 6)
- Poradnia Psychologiczno-Pedagogiczna
- Ochotniczy Hufiec Pracy nr 7-19
- inne szkoły prywatne (w większości nauczanie języków obcych)